# Тулуза (аеропорт)
Аеропорт Тулуза-Бланьяк (фр. Aéroport de Toulouse — Blagnac, (IATA: TLS, ICAO: LFBO)) — аеропорт на півдні Франції, NW від Тулузи (приблизно 7 км від центру міста), на захід від тулузького передмістя Бланьяк. 
В 2011 році аеропорт прийняв 6.99 млн пасажирів (6 місце у Франції, 58 — в Європі). З центром Тулузи аеропорт сполучає трамвайна лінія відкрита у квітні 2015 року.
У безпосередній близькості від аеропорту розташований авіазавод, що належить компанії Airbus і випускає літаки Airbus A380.
Аеропорт є хабом для:
- Air France
- easyJet
- Ryanair
- Volotea

## Авіалінії та напрямки, листопад 2021

### Пасажирські
| Авіакомпанія      | Пункт призначення |
| ----------------- | --- |
| Aegean Airlines   | Сезонний: Афіни, Іракліон |
| Air Algérie       | Алжир, Оран Сезонний: Константіна |
| Air Arabia        | Касабланка, Фес |
| Air Corsica       | Аяччо Сезонний: Кальві, Фігарі |
| Air France        | Лілль, Париж-Шарль де Голль, Париж-Орлі, Ренн, Страсбург Сезонний: Алжир, Афіни, Кальві, Фігарі, Мальта, Ніцца |
| Air France Hop    | Кан, Ліон, Марсель |
| Air Transat       | Сезонний: Монреаль-Трюдо |
| APG Airlines      | Лор'ян |
| Binter Canarias   | Сезонний: Гран-Канарія |
| British Airways   | Лондон-Хітроу |
| Brussels Airlines | Брюссель |
| Corendon Airlines | Анталія |
| easyJet           | Базель-Мюлуз-Фрайбург, Бристоль, Ес-Сувейра Фару, Женева, Лілль, Лондон-Гатвік, Ліон, Марракеш, Мілан-Мальпенса, Нант, Ніцца, Париж-Шарль де Голль, Париж-Орлі, Порту, Ренн, Рим-Ф'юмічіно, Тель-Авів, Тенеріфе-Південний, Венеція Сезонний: Агадир, Амстердам, Бастія, Кальярі, Дубровник, Фігарі, Ібіца, Малага, Менорка, Ольбія, Пальма-де-Мальорка, Севілья, Валенсія |
| Iberia Express    | Мадрид |
| Iberia Regional   | Мадрид |
| KLM               | Амстердам |
| Lufthansa         | Франкфурт, Мюнхен |
| Nouvelair         | Джерба, Туніс |
| Royal Air Maroc   | Касабланка, Марракеш |
| Ryanair           | Аліканте, Мілан-Бергамо, Будапешт, Брюссель-Шарлеруа, Дублін, Единбург, Фес, Лісабон, Лондон-Станстед, Мальта, Марракеш, Неаполь, Уджда, Палермо, Порту Севілья, Валенсія Сезонний: Агадір, Фігарі, Ібіца, Менорка, Пальма-де-Мальорка, Танжер, Венеція (з 30 березня 2022)                                                                                               |
| TAP Air Portugal  | Лісабон |
| Transavia         | Брест-Бретань, Нант |
| TUI Airways       | Сезонний чартер: Бірмінгем, Лондон-Гатвік, Манчестер |
| TUI fly Belgium   | Сезонний: Агадир, Марракеш |
| TUI fly Nordic    | Сезонний чартер: Дублін |
| Tunisair          | Джерба, Туніс |
| Turkish Airlines  | Стамбул |
| Twin Jet          | Мец |
| Volotea           | Бастія, Лілль, Нант, Ніцца, Прага, Страсбург, Тенеріфе-Південний, Венеція Сезонний: Аяччо, Катанія, Дубровник, Фігарі, Фуертевентура, Ганновер, Іракліон, Мадрид Малага, Палермо, Пальма-де-Мальорка, Спліт |
| Vueling           | Рим-Ф'юмічіно |

### Вантажні
| Авіакомпанія | Пункт призначення |
| ------------ | ----------------- |
| UPS Airlines | Кельн/Бонн        |

## Пасажирообіг
Див. джерело запитів Вікіданих та джерела.